# Achillea pseudopectinata
Achillea pseudopectinata là một loài thực vật có hoa trong họ Cúc. Loài này được Janka mô tả khoa học đầu tiên năm 1872.